# Forgon Péter
Forgon Péter (17. század) földbirtokos, emlékíró.
A 17. század első felében évtizedekig töltött be jelentős vármegyei tisztségeket Gömörben: 1612-1621 szolgabíró, 1621-1629 első alispán. 1639-ben még mint a vármegye "főember assessor"-át említik a jegyzőkönyvek. Az 1619-ben leégett vályi református templomot felújíttatta, 1622-ben egy harangot öntetett az egyháznak. Neki tulajdonítják a Forgon család történetének első összegzését. Az Extractus címen ismert emlékirat csak újkori másolatokból ismert. Egy rövidebb változata nyomtatásban is megjelent. Terjedelmesebb variánsa egy 1935. évi másolatból ismert (Forgon levéltár, OL). A mű állítólag 1619-ben készült, ami megkérdőjelezi a hitelességét. Ha létezett is egy eredeti feljegyzés, az újkorban nagyon kiszínezték és átdolgozták.

## Lásd még
- Forgon Mihály